# Sigurd Lavard
Sigurd Sverresson Lavard (* wahrscheinlich auf den Färöern; † 1200) war ein Häuptling der Birkebeiner im Bürgerkrieg zwischen Birkebeinern und Baglern. Er wurde meist „lávarðr“ nach dem angelsächsischen Wort „hlâford“ genannt, was am besten mit dem Wort „Kronprinz“ übersetzt werden kann.
Sein Vater war König Sverre Sigurdsson, seine Mutter ist nicht bekannt. Er war der älteste Sohn. Bjørgo nimmt an, dass er 1176 mit seinem Vater von den Färöern nach Norwegen kam. Schon in den 1190er Jahren fungierte er als Heerführer bei den Birkebeinern.
Nach der Sverres saga war er schwach und furchtsam im Kampf, so dass der Vater ihn ungewöhnlich scharf und herabsetzend kritisierte.
1193 war Sigurd Heerführer der Birkebeiner bei Sarpsborg. 1196 war er in Kämpfe in Ranrike (in der historischen Provinz Viken) verwickelt, wo er floh, wofür er von seinem Vater sehr gescholten wurde. Noch schärfer wurde die Kritik anlässlich eines Kampfes mit den Bauern 1200 bei Oslo. Seine Beurteilung wurde schließlich eine Schande für seine Familie. Dieses Bild beherrschte dann die Geschichtsschreibung.
Bei Ausgrabungen in Bryggen in Bergen wurde in den Überresten des großen Brandes von 1198 ein Runenbrief gefunden, der von Sigurd geschrieben war. Er schrieb im Namen des Königs, was auf wichtige Aufgaben in des Königs militärischem Versorgungswesen hindeutet. In dem Brief erteilte er den Auftrag, Waffen aus dem Roheisen zu schmieden, das er mitsende. Möglicherweise bestellte er auch ein Langschiff für den König, aber das ist umstritten. Im Gegenzug versprach er dem Empfänger „Unsere wahre Freundschaft jetzt und allezeit“. Der Brief hatte einen eleganten Stil mit höfischer Ausdrucksweise und sicherer Orthografie, der auf einen hohen Bildungsstand schließen lässt.
Er starb 1200 und hinterließ den nur wenige Monate alten Sohn Guttorm Sigurdsson, den er von einer Geliebten hatte.